# Ommatius ademon
Ommatius ademon är en tvåvingeart som beskrevs av Walker 1849. Ommatius ademon ingår i släktet Ommatius och familjen rovflugor. Inga underarter finns listade i Catalogue of Life.